# Église Saint-Jean de Monticello
L'église Saint-Jean est une église anglicane, située à Monticello, dans l'État de New York, aux États-Unis. 

## Historique
L'église Saint-Jean a été construite entre 1879 et 1881 et est en forme de « L », et comprend une chapelle attenante.
Elle a été ajoutée au Registre national des lieux historiques en 2002.

## Architecture
L'église Saint-Jean, construite en pierre de taille, comprend une haute tour carré de trois étages avec un sommet en créneau.